# Воњарцвашхеђ
Воњарцвашхеђ (мађ. Vonyarcvashegy) је насеље у западној Мађарској. Воњарцвашхеђ је веће насеље у оквиру жупаније Зала. Насеље је настало спајањем некадашњих насеља Воњарц и Вашхеђ 1850. године. Тада су се становници бавили пре свега виноградарством и рибарством. Касније култивисани локални купалишни живот заснивао се на делатности купалишног друштва основаног 1930. године.

## Географија

### Локација
Воњарцвашхеђ се налази на обали залива Кестхељ, на јужном ободу Кестхељ висоравни, у источном делу округа Зала. Насеље је са југа омеђано Балатоном, а са севера планинама, па је отворено само у правцу исток-запад. Кроз насеље пролази и железничка пруга Балатонсентђерђ–Таполца–Ук, на којој железничка станица у насељу прима приградске и брзе возове из Печуја и Сомбатхеља.
Главни пут насеља је споредни пут 71, који га повезује са насељима на северној обали Балатона и Кестеља. Воњарцвашхеђ је лако доступан из Кестхеља аутобусом, али постоје чести летови из Таполца.

## Историја
Артефакти из доба Римљана и миграција такође доказују да је постојао древни Балатонски прелаз између Балатонсентђерђа и Фенекпусте. Прво познато локално име на тој територији је Бешење, из времена након доласка Мађара на ове просрторе. Име је добио по досељеним Печенезима. Још у 14. веку помиње се под овим именом. Овај локалитет се налазио на малом истакнутом гребену између дамађње железничке станице и западног дела улице Егри Јожеф. Докази о томе изњедрили су се 1969. године, током радова на канализацији нђени су остаци стамбене куће и ђубришта из 15. и 16. века.
Сентђерђ је на карти из 16. века уписан као С. Георг. Први пут је закупљена са истоименом црквом 1298. године. Црква је стајала на данашњем гробљу. У 15. веку се јавља као Менте-Сентђерђ и Шаркоз-Сентђерђ. Насеље је 1403. године било власништво Ласла Фанчија Гордоваија, али је 1454. године и породица Сентђерђи ту имала право поседника. Године 1480. Берени, Ботјан, Кези, Ослар и Шагфалу су се граничили са Сентђорђом. Њихова претпостављена локација је Кеси југоисточно од села, Ослар источно (близу Балатонујлака), Саг југоисточно у правцу Кетхеља.
Порески регистар из 1550. године доказује постојање двоструке нагодбе, према којој је Еђхазаш-Сентђерђ у власништву Михаља Петоа, док је Саркози-Сентђерђ посед био заједнички са Имреом Керестуријем. Вероватно је да је Саркози-Сентђерђ исти као бивши Бесени. У винограду Сентеђихазе, источно од некадашњег главног града Барија, стајало је од 12. до 16. века село Бар. Имање Батћан је било смештено између Сентђерђа и Бара. Турска освајања стигла су до места 1566. године и Сентђерђ и Батћан су опустошени. Становништво је побегло у трску Балатона, на острво Дијас. После пада Османског царства 1699. године, према списку у жупи Ворс, у Балатонсентђерђу је живело 8 породица са поседима (кметским парцелама).
Село је насеље у развоју и захваљујући својим друштвеним услугама представља микро-центар околних села. Посећен је и са туристичке тачке гледишта, који се углавном фокусира на Чилагвар, Талпашхаз и Киш-Балатон. Железница, пошта, циглана, услуге и растућа средња и мала предузећа пружају могућност запослења за становнике села и околних насеља.

## Становништво
Током пописа 2011. године, 79,7% становника се изјаснило као Мађари, 3,4% као Немци, 2,6% као Роми и 0,3% као Румуни (18,2% се није изјаснило). 
Верска дистрибуција је била следећа: римокатолици 61,6%, реформисани 1,9%, лутерани 0,9%, гркокатолици 0,2%, без вероисповести 6,7% (27,9% се није изјаснило).